# Filomela
Filomela – w mitologii greckiej siostra Prokne, żony króla Daulis w Fokidzie Tereusa.
Tereus zgwałcił Filomelę i uciął jej język, aby o zdradzie nie dowiedziała się Prokne. Filomela utkała peplos, w którego deseniu umieściła słowa – klucz, dzięki którym Prokne dowiedziała się o losie siostry. Mszcząc się siostry zabiły Itysa – syna Prokne i Tereusa – i podały jego ciało w potrawie Tereusowi.
Dzięki wysłuchaniu błagań sióstr bogowie dopomogli uniknąć im gniewu Tereusa, zamieniając je w ptaki: Prokne zamieniona została w słowika, a Filomela w jaskółkę. Tereus zamieniony został w dudka. Czasami zamiana jest podawana odwrotnie: Filomela zostaje zamieniona w słowika, a Prokne w jaskółkę, ta wersja występuje w Metamorfozach Owidiusza.